# Marcelândia
Marcelândia este un oraș în Mato Grosso (MT), Brazilia.